# هومر إل. بيرسون
هومر إل. بيرسون هو سياسي أمريكي، ولد في 31 ديسمبر 1900 في ويت ريدج في الولايات المتحدة، وتوفي في 9 يونيو 1985. نشط حزبياً في الحزب الجمهوري. وقد انتخب عضو مجلس نواب كولورادو ‏.